# Konrád Blažek
Konrád Blažek též německy jako Conrad Blazek (13. prosince 1839 Jędrychowice, Hlubčický okres – 3. července 1903 Mladějovice na Moravě) byl česko-německý genealog a heraldik.

## Život a činnost
Byl římskokatolickým farářem v Holčovicích, Mladějovicích. Spolupracoval s heraldiky Jindřichem Kadichem von Pferd a Jiřím Vojtěchem von Mülverstedt na novém vydání Siebmacherova almanachu. Blažek se podílel na třech svazcích. 

## Dílo
- Der abgestorbene Adel der preußischen Provinz Schlesien und der Oberlausitz, Teil 3, Nürnberg 1894
- Der Mährische Adel, Bauer & Raspe, Nürnberg 1899, in Zusammenarbeit mit Kadich
- Der Adel von Österreich-Schlesien, 1885
- Die Wappen des schlesischen Adels, Verlag Bauer & Raspe, Neuauflage 1977 ISBN 3-87947-017-0, (Schlesische Wappen 613 Seiten und 386 Tafeln)
- Die Wappen der deutschen Landesfürsten, Zusammenarbeit mit Mülverstedt
- Die Wappen des preussischen Adels, Zusammenarbeit mit Mülverstedt